# صاریغ دم‌قلم‌مویی کوهی
صاریغ دم‌قلمویی کوهی (نام علمی: Trichosurus cunninghami) نام یک گونه از سرده صاریغ‌های دم‌قلمویی است.